# Port lotniczy Tabiteuea Północna
Port lotniczy Tabiteuea Północna (IATA: TBF, ICAO: NGTE) – port lotniczy położony na wyspie Tabiteuea, należącej do państwa Kiribati.